# Mircea Stănescu (istoric)
Mircea Stănescu este un istoric român. Este absolvent al Facultății de Filosofie a Universității București (1994) și doctor al aceleiași universități (1999). A făcut stagii de cercetare în istorie contemporană și științe politice la Universitatea Toulouse le Mirail (1996), Institut d’Études Politiques (1999–2002) și Maison des Sciences de l’Homme din Paris (2002). În prezent este arhivist la Biroul de Arhive Contemporane al Arhivelor Naționale ale României. Este autorul trilogiei Reeducarea în România comunistă (Polirom, 2010–2012) și al lucrării The Reeducation Trials in communist Romania, 1952–1960 – Procesele reeducării în România comunistă – (East European Monographs, Columbia University Press, 2011).

## Publicații
- Reeducarea în România comunistă (1945-1952). Vol. I: Aiud, Suceava, Pitești, Brașov, Editura Polirom, 2010 [3]
- Reeducarea în România comunistă (1948-1955). Vol. II: Târgșor, Gherla, Editura Polirom, 2010
- Reeducarea în România comunistă (1948-1955). Vol. III: Târgu-Ocna, Ocnele Mari, Canalul Dunăre-Marea Neagră, Editura Polirom, 2012
- Documentele reeducării, Editura „Vicovia”, Bacău, 2013 [2][4]